# Titularbistum Tacia Montana
Tacia Montana ist ein Titularbistum der römisch-katholischen Kirche.
Es geht zurück auf einen untergegangenen Bischofssitz in der gleichnamigen antiken Stadt, die in der römischen Provinz Africa proconsularis lag. Der Bischofssitz war der Kirchenprovinz Karthago zugeordnet.
| Titularbischöfe von Tacia Montana |                                      |                                                                                             |                  |                   |
| Nr.                               | Name                                 | Amt                                                                                         | von              | bis               |
| 1                                 | Hippolyte Louis Bazin MAfr           | Apostolischer Vikar von Sahara und Sudan (Obersenegal und Niger)                            | 27. Juli 1901    | 30. November 1910 |
| 2                                 | Cleto Cassani                        | Weihbischof in Sassari (Italien)                                                            | 19. Januar 1911  | 5. Januar 1917    |
| 3                                 | Louis-Christian-Marie de Coomann MEP | Apostolischer Koadjutorvikar von Küsten-Tonking Apostolischer Vikar von Thanh Hóa (Vietnam) | 12. Juni 1917    | 7. Juni 1970      |
| 4                                 | Louis Antoine Marie Boffet           | Weihbischof in Lyon Koadjutorbischof von Montpellier (Frankreich)                           | 24. Juni 1970    | 15. Mai 1976      |
| 5                                 | Werner Franz Siebenbrock SVD         | Weihbischof in Belo Horizonte (Brasilien)                                                   | 12. Oktober 1988 | 9. November 1994  |
| 6                                 | Jacinto Tomás de Carvalho Botelho    | Weihbischof in Braga (Portugal)                                                             | 31. Oktober 1995 | 20. Januar 2000   |
| 7                                 | Antônio Fernando Saburido OSB        | Weihbischof in Olinda und Recife (Brasilien)                                                | 31. Mai 2000     | 18. Mai 2005      |
| 8                                 | Lambert Bainomugisha                 | Weihbischof in Mbarara (Uganda)                                                             | 2. Juli 2005     | 25. April 2020    |
| 9                                 | José Amable Durán Tineo              | Weihbischof in Santo Domingo (Dominikanische Republik)                                      | 20. Juni 2020    |                   |